# Lucius Annius Maximus
Lucius Annius Maximus war ein im 2. Jahrhundert n. Chr. lebender römischer Politiker.
Durch Militärdiplome, die auf den 30. März und den 20. Oktober 207 datiert sind, ist belegt, dass Maximus 207 zusammen mit Gaius Septimius Severus Aper ordentlicher Konsul war.